# Waleria Andzelm
Waleria Andzelm (ur. 1902) – polska Sprawiedliwa wśród Narodów Świata.

## Życiorys
Podczas II wojny światowej wraz z mężem Stefanem i córką Marią ukrywała dwójkę Żydów w swoim gospodarstwie w Janowcu (dystrykt lubelski).
Andzelmowie ukrywali Mosesa Kershenbauma, który uciekł z obozu pracy w Opolu Lubelskim w marcu 1942 r. i pierwotnie trafił pod opiekę matki Stefana. Schronienie u Andzelmów znalazł w chwili, gdy Niemcy zapoczątkowali akcję deportacyjną Żydów z Janowca w sierpniu 1942 r. Pod opiekę Walerii i jej męża trafił wraz ze swoim przyjacielem, Israelem Szwarcwortem. Andzelmowie ukrywali ich do początku sierpnia 1944 r. pod oborą zapewniając pokarm, wynosząc nieczystości i wyprowadzając na świeże powietrze, gdy było to bezpieczne. Później zostali wyzwoleni.
7 marca 1983 r. Instytut Jad Waszem uhonorował Walerię Andzelm medalem „Sprawiedliwy wśród Narodów Świata”.